# Войцехово (Вольштинський повіт)
Войцехово (пол. Wojciechowo) — село в Польщі, у гміні Седлець Вольштинського повіту Великопольського воєводства.
Населення — 190 осіб (2011).
У 1975-1998 роках село належало до Зеленоґурського воєводства.

## Демографія
Демографічна структура станом на 31 березня 2011 року:
|          | Загалом | Допрацездатний вік | Працездатний вік | Постпрацездатний вік |
| -------- | ------- | ------------------ | ---------------- | -------------------- |
| Чоловіки | 92      | 21                 | 61               | 10                   |
| Жінки    | 98      | 14                 | 62               | 22                   |
| Разом    | 190     | 35                 | 123              | 32                   |